# Liesel Matthews
Liesel Pritzker, dite Liesel Matthews, est une actrice américaine, née le 14 mars 1984 à Chicago.
Elle est surtout connue du grand public pour avoir interprété Sara Crewe dans le film La Petite Princesse d'Alfonso Cuarón, en 1995.

## Biographie
Liesel Matthews appartient à la famille Pritzker côté paternel, sa mère est australienne,. On l'a appelée en hommage au personnage Liesl von Trapp, la fille aînée des sept enfants de Sound of Music. Elle est une des 12 petits-enfants du patriarche A.N. Pritzker, financier et industriel, qui est mort en 1986. Son oncle, Jay Pritzker, est le fondateur de la chaîne des hôtels Hyatt. Il a aussi été propriétaire des Braniff Airlines de 1983 à 1988. La famille contrôle le bureau de crédit TransUnion et les Royal Caribbean Cruise Lines,. Sa mère a rencontré son père en travaillant en Australie à l'hôtel Hyatt (détenu par Pritzker) ; ils se sont mariés en 1980 et divorcés en 1989.
Liesel Pritzker a choisi le nom de scène "Liesel Matthews" avant tout pour honorer la mémoire de son frère Matthew et en même temps pour éviter l’utilisation du nom de son beau-père et le fait d’être connue sous le nom de Liesel Pritzker-Bagley ce qui pourrait causer les conflits entre ses parents divorcés.

### Carrière d’actrice
Elle a commencé sa carrière dans le film La Petite Princesse d'Alfonso Cuarón en 1995 avec le rôle de Sara Crewe pour lequel elle a été nommée au Young Artist Award de la meilleure comédienne dans un rôle principal, puis elle a joué dans Air Force One (1997) et Blast (2000).
En 2002, Pritzker a interprété le rôle de Jenn dans la pièce de Neil Labute The distance from here dans le théâtre Almeida à King's Cross à Londres, Angleterre, avec Enrico Colantoni, Ana Reeder, Amy Ryan, Jason Ritter et Mark Webber au générique. David Leveaux a été réalisateur.

### Vie personnelle
Pritzker est mariée à Ian Simmons et réside avec son mari dans la région de Boston, Massachusetts,.

## Philanthropie et projets
Liesel Matthews est cofondatrice de la fondation IDP, Inc et Blue Haven Initiative,. En juin 2009, elle a fait un don de 4 millions de dollars à Opportunity International pour aider à faire répandre les services de microfinance en Afrique.

## Filmographie
- 1995 : La Petite Princesse (A Little Princess) d'Alfonso Cuarón : Sara Crewe
- 1997 : Air Force One de Wolfgang Petersen : Alice Marshall
- 2000 : Blast de Martin Schenk : Ears